# Lost Boyz
I Lost Boyz sono un gruppo musicale hip hop statunitense, originario del Queens e formatosi nel 1994. Il gruppo si è sciolto nel 1999 e si è ricostituito nel 2010.

## Formazione
Attuale
- Mr. Cheeks
- DJ Spigg Nice
- Pretty Lou

Ex membri
- Freaky Tah (deceduto nel 1999)

## Discografia

### Album studio
- 1996 - Legal Drug Money
- 1997 - Love, Peace & Nappiness
- 1999 - LB IV Life

### Raccolte
- 2005 - Lost Boyz Forever

### Singoli
- 1995 - Lifestyles of the Rich & Shameless
- 1995 - Jeeps, Lex Coups, Bimaz & Benz
- 1996 - Renee
- 1996 - Music Makes Me High
- 1997 - Get Up
- 1997 - Me and My Crazy World
- 2010 - Haaay